# Butée Michell
Pour les articles homonymes, voir Reynolds.
La butée Michell ou patin de Reynolds  est un dispositif expérimental qui permet de mesurer entre autres la portance d'un fluide sur une surface inclinée.

## Principe
L'expérience de la butée Michell permet de déterminer les efforts que crée un fluide en mouvement entre deux surfaces proches. Les efforts étudiés sont la portance et la force de traînée.
Pratiquement, le fluide est mis en mouvement par l'une des deux surfaces grâce à sa viscosité qui lui permet d'y adhérer.

## Description du dispositif
Le dispositif est constitué de deux surfaces mobiles entre lesquelles va passer le fluide.
La première surface mobile est une plaque sur laquelle sont fixés des tubes gradués qui servent à mesurer la pression en certains points de la surface. Cette plaque peut s'incliner et s'éloigner par rapport à la suivante.
La seconde surface est une courroie large dont la partie faisant face à la première surface est plane. Cette courroie met en mouvement le fluide car il adhère à la courroie grâce à la viscosité.

## Galerie

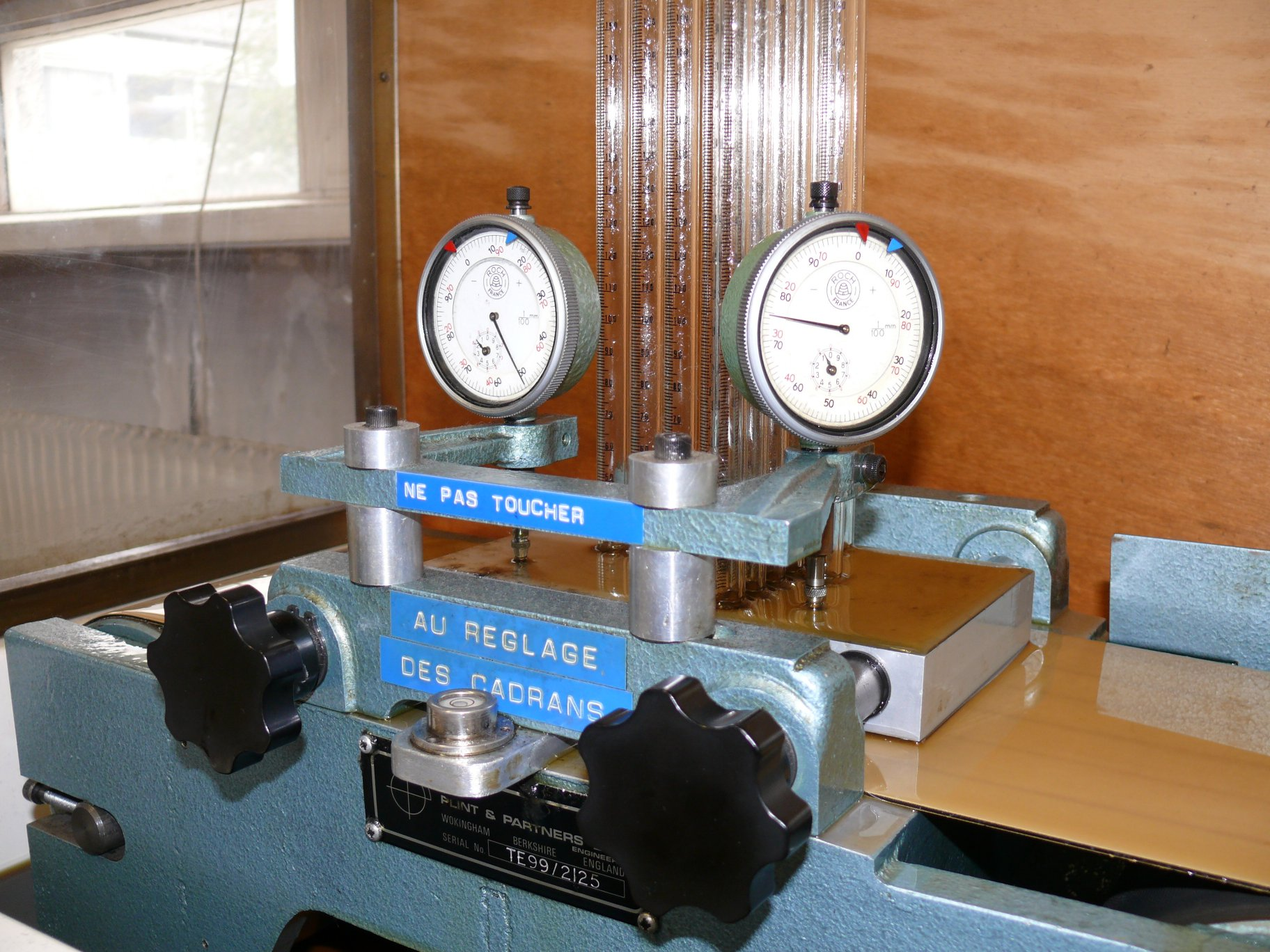
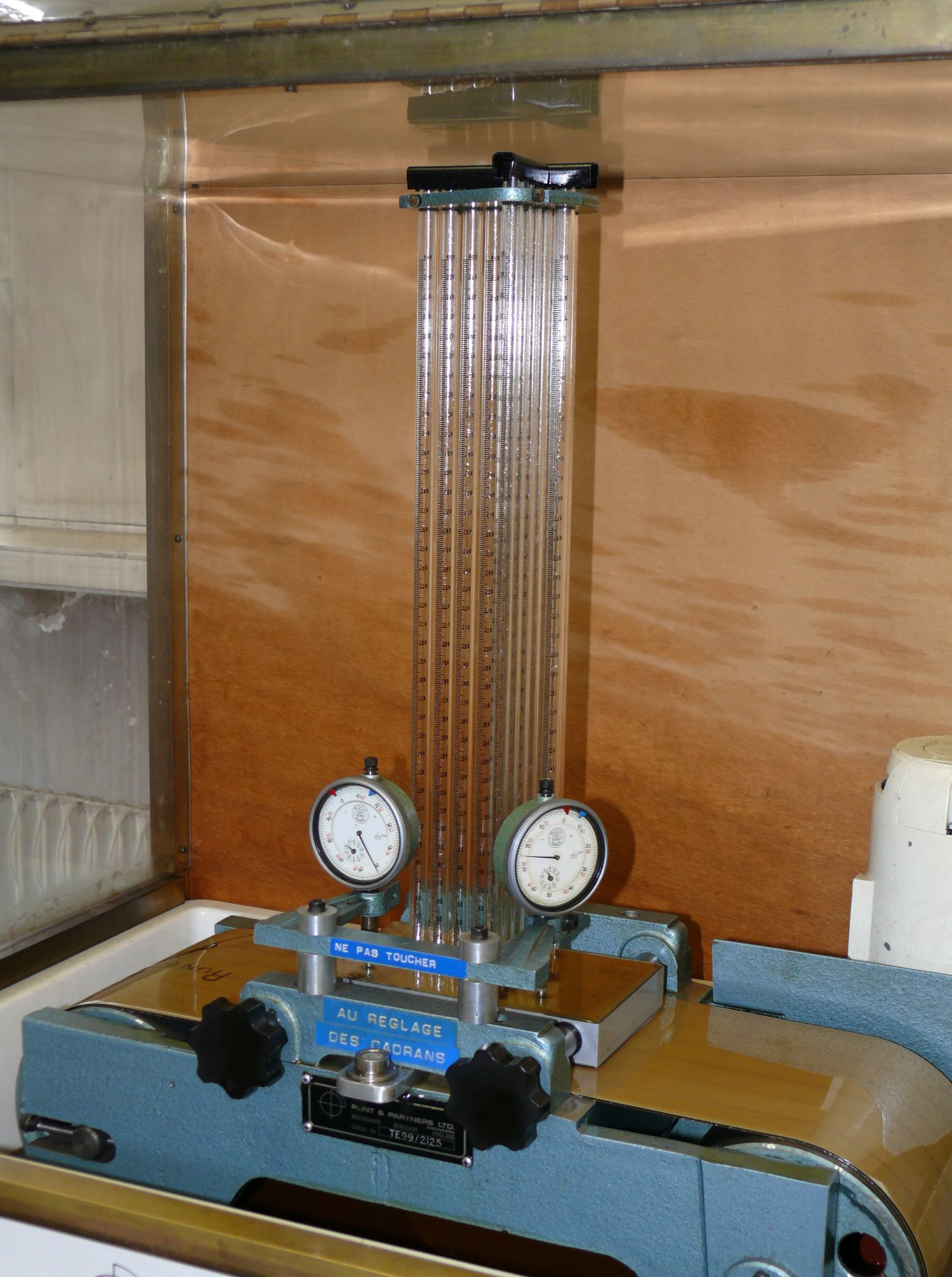
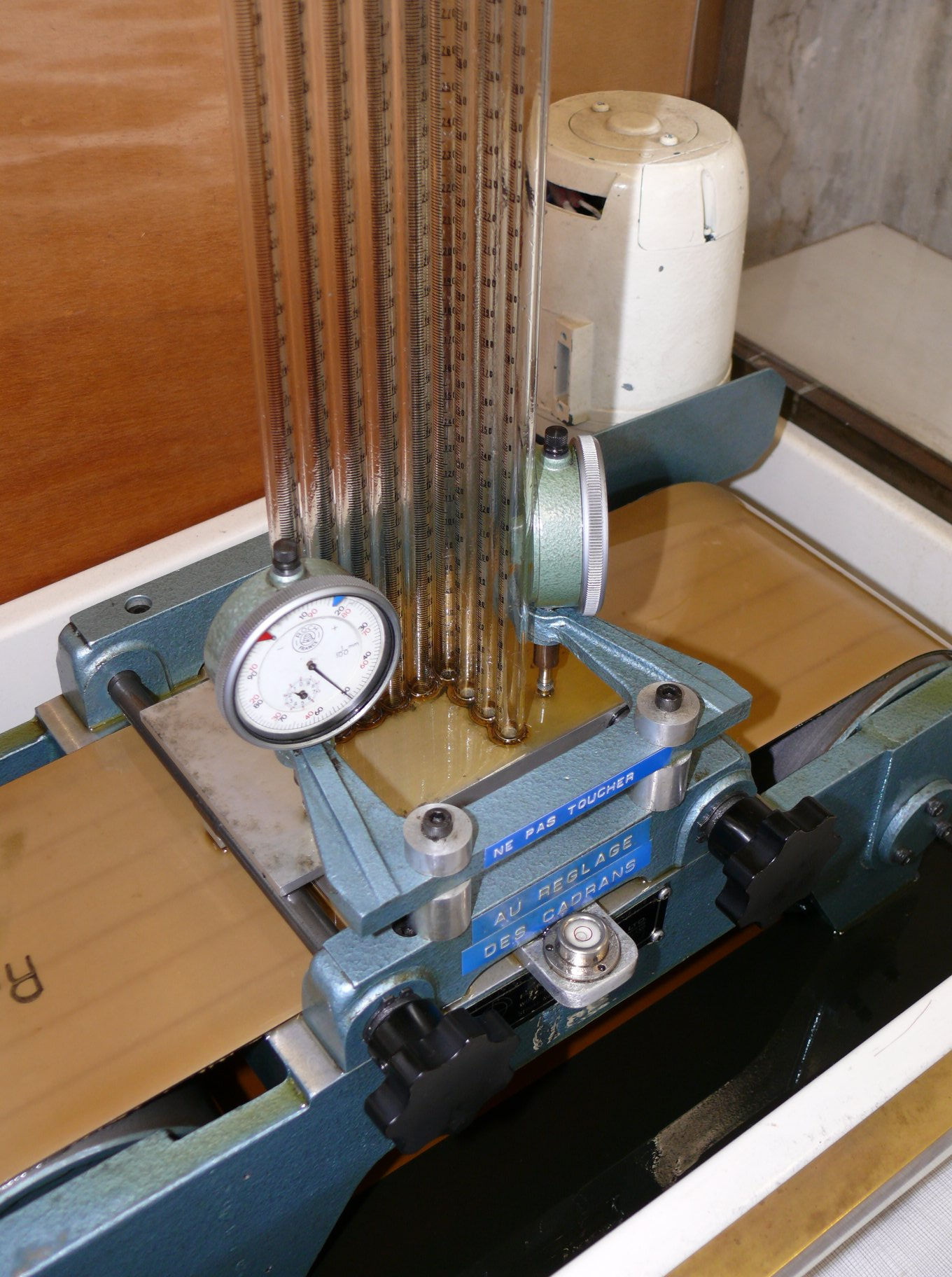